# Ґаць (Підляське воєводство)
Ґаць (пол. Gać) — село в Польщі, у гміні Ломжа Ломжинського повіту Підляського воєводства.
Населення — 183 особи (2011).
У 1975-1998 роках село належало до Ломжинського воєводства.

## Демографія
Демографічна структура станом на 31 березня 2011 року:
|          | Загалом | Допрацездатний вік | Працездатний вік | Постпрацездатний вік |
| -------- | ------- | ------------------ | ---------------- | -------------------- |
| Чоловіки | 87      | 17                 | 60               | 10                   |
| Жінки    | 96      | 18                 | 54               | 24                   |
| Разом    | 183     | 35                 | 114              | 34                   |